# Pieter Boel
Pieter (eller Peeter) Boel, född 1622 i Antwerpen, död 1674 i Paris, var en flamländsk målare. Han var son till gravören Jan Boel. 
Boel var sannolikt elev till Frans Snijders och Jan Fijt. Han vistades före 1650 i Italien, var därpå till 1668 verksam i Antwerpen och bosatte sig sedan i Paris, där han arbetade för statens gobelängfabrik. Såväl i valet av motiv som i behandlingssättet står han Fijt nära, men är i föredraget glattare, i färgen kyligare än denne. Han målade liksom Snijders och Fijt jaktstycken och stilleben samt är representerad i museerna i Madrid, Lille, Schwerin, München med flera städer.